# Siete años de hambruna

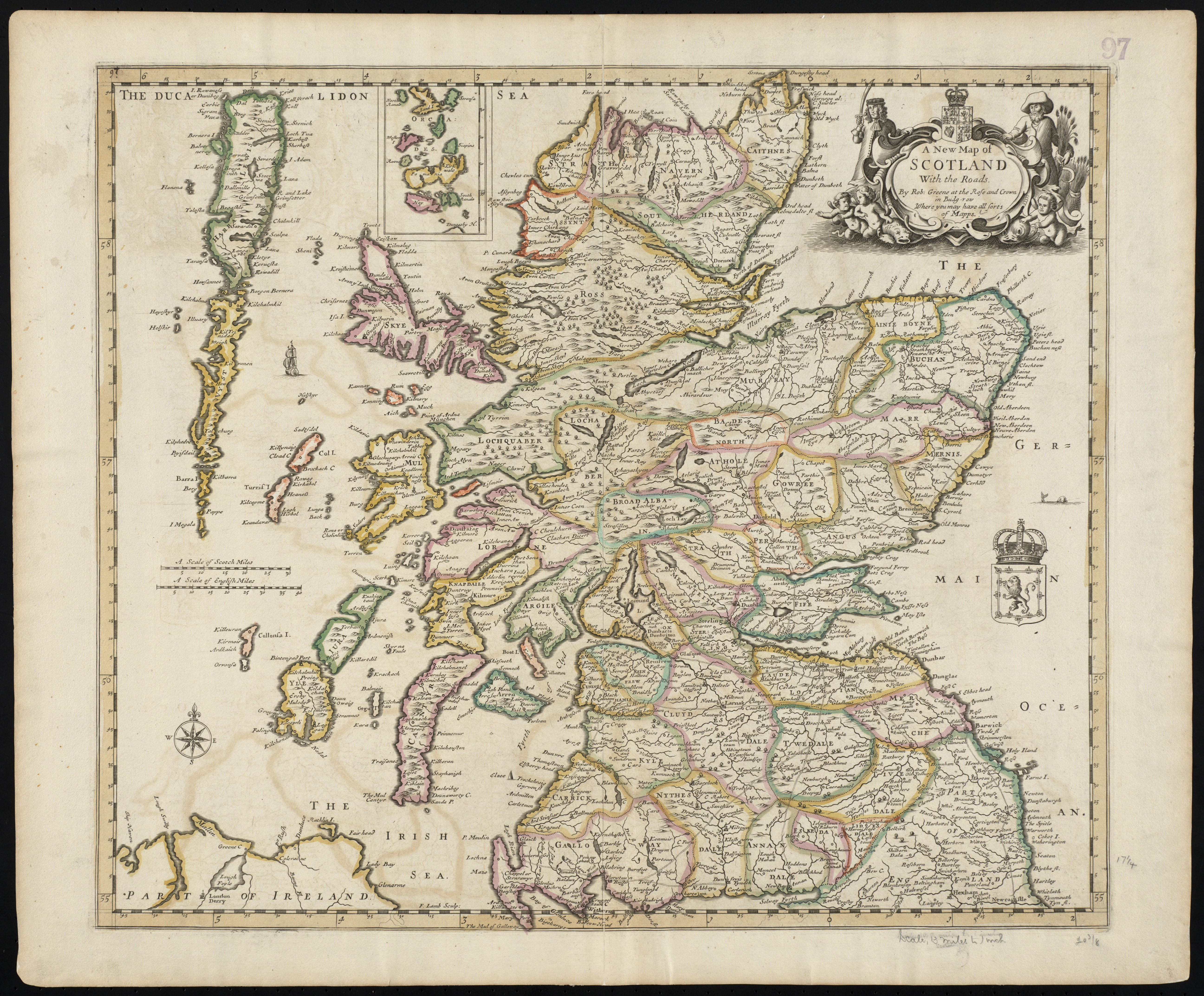
Mapa de Escocia en 1689.

Los siete años de hambruna fueron un período de hambruna nacional en Escocia en el decenio de 1690. Fue el resultado de un clima extremadamente frío, una depresión económica creada por el proteccionismo francés y los cambios en el comercio de ganado escocés, seguido de cuatro años de cosechas fallidas (1695, 1696 y 1698-1699). El resultado fue una grave hambruna y la despoblación, en particular en el norte. El decenio de 1690 fue el decenio más frío de Escocia en los últimos 750 años, según se ha documentado en los registros de los anillos de árboles. Las hambrunas del decenio de 1690 se consideraron particularmente graves, en parte porque la hambruna se había vuelto relativamente rara en la segunda mitad del siglo XVII, con solamente un año de escasez (en 1674). La escasez de la década de 1690 sería la última de su tipo.
Durante este período, la inanición probablemente mató entre el 5 y el 15% de la población escocesa, pero en zonas como Aberdeenshire las tasas de mortalidad alcanzaron el 25%. El sistema de la antigua Ley de los Pobres de Escocia se vio abrumado por la magnitud de la crisis, aunque la prestación de servicios en los centros urbanos de los burgos fue probablemente mejor que en el campo. Ello dio lugar a la migración entre parroquias y a la emigración a Inglaterra, Europa, América y, en particular, a Irlanda. La crisis dio lugar a la creación del Bank of Scotland y la Compañía de Escocia de Comercio con África y las Indias. El eventual fracaso de la Compañía en el proyecto Darién aumentó la presión para la unión política con Inglaterra, que se produjo en 1707.

## Causas

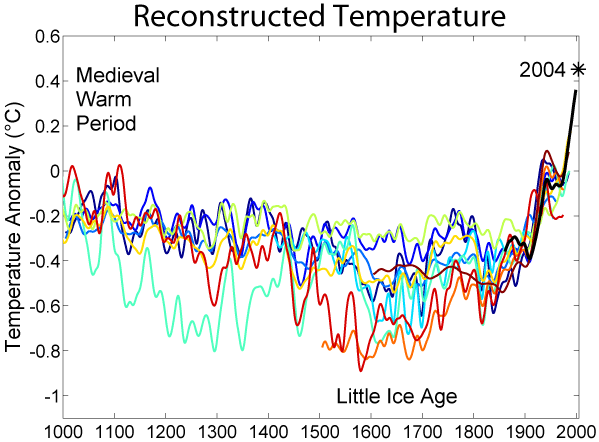
Comparación de temperatura, mostrando la Pequeña Edad de Hielo.

Antes del siglo XVII, con un terreno difícil, carreteras y métodos de transporte deficientes, había poco comercio entre las diferentes zonas de Escocia. La mayoría de los asentamientos dependían para su subsistencia de lo que se producía localmente, a menudo con muy pocas reservas en los años malos. La mayor parte de la agricultura se basaba en el fermtoun (aldea) de las Tierras Bajas o el baile de las Tierras Altas, asentamientos de un puñado de familias que cultivaban conjuntamente una zona teóricamente apta para dos o tres equipos de arado. Estos se asignaban en Run rig, de «runs» (surcos) y «rigs» (crestas), a agricultores arrendatarios.  Entre los que tenían derechos de propiedad se encontraban los labradores, los terratenientes menores y los arrendatarios libres. Por debajo de ellos estaban los cottars (campesinos), que a menudo compartían derechos de pasto común, ocupaban pequeñas porciones de tierra y participaban en la agricultura conjunta como mano de obra contratada. Las granjas también podían tener hombres de pasto, que únicamente tenían derechos de pastoreo. También había un gran número de trabajadores asalariados ocasionales que realizaban trabajos agrícolas básicos. Los trabajadores con ingresos fijos, junto con los pensionistas, eran particularmente vulnerables a los efectos de la hambruna, pero también afectaba a los que tenían tierras, que no podían guardar suficientes semillas para futuras plantaciones y alimentar a sus familias. Incluso los pastores se vieron afectados, ya que el precio de los alimentos para animales se hizo inasequible.
En el último decenio del siglo XVII llegaron a su fin las condiciones económicas generalmente favorables que habían dominado desde la  restauración de la monarquía en 1660. Hubo una caída en el comercio con el Báltico y Francia de 1689 a 1991, causada por el proteccionismo francés y los cambios en el comercio de ganado escocés. A éstos siguieron cuatro años de cosechas fallidas (1695, 1696 y 1698-1699). El período se denomina así por la hambruna bíblica en Egipto predicha por José en el Libro del Génesis. La hambruna fue evidente durante cinco años a nivel nacional y estuvo presente durante menos tiempo en algunas regiones. Sin embargo, hay pruebas de que los fracasos en las cosechas de 1685 siguieron a años de cosechas relativamente pobres a partir de la década de 1680 y que el impacto de las malas cosechas no disminuyó del todo hasta después de 1700. La década de 1690 marcó el punto más bajo de la Pequeña Edad de Hielo, de clima más frío y más húmedo. Esto redujo la altitud a la que se podía cultivar y acortó la temporada de cultivo hasta dos meses en años extremos, como ocurrió en la década de 1690. Las masivas erupciones de los volcanes Hekla en Islandia (1693) y Serua (1693) y Ambon (1694) en Indonesia también pueden haber contaminado la atmósfera y filtrado cantidades importantes de luz solar.

## Impacto

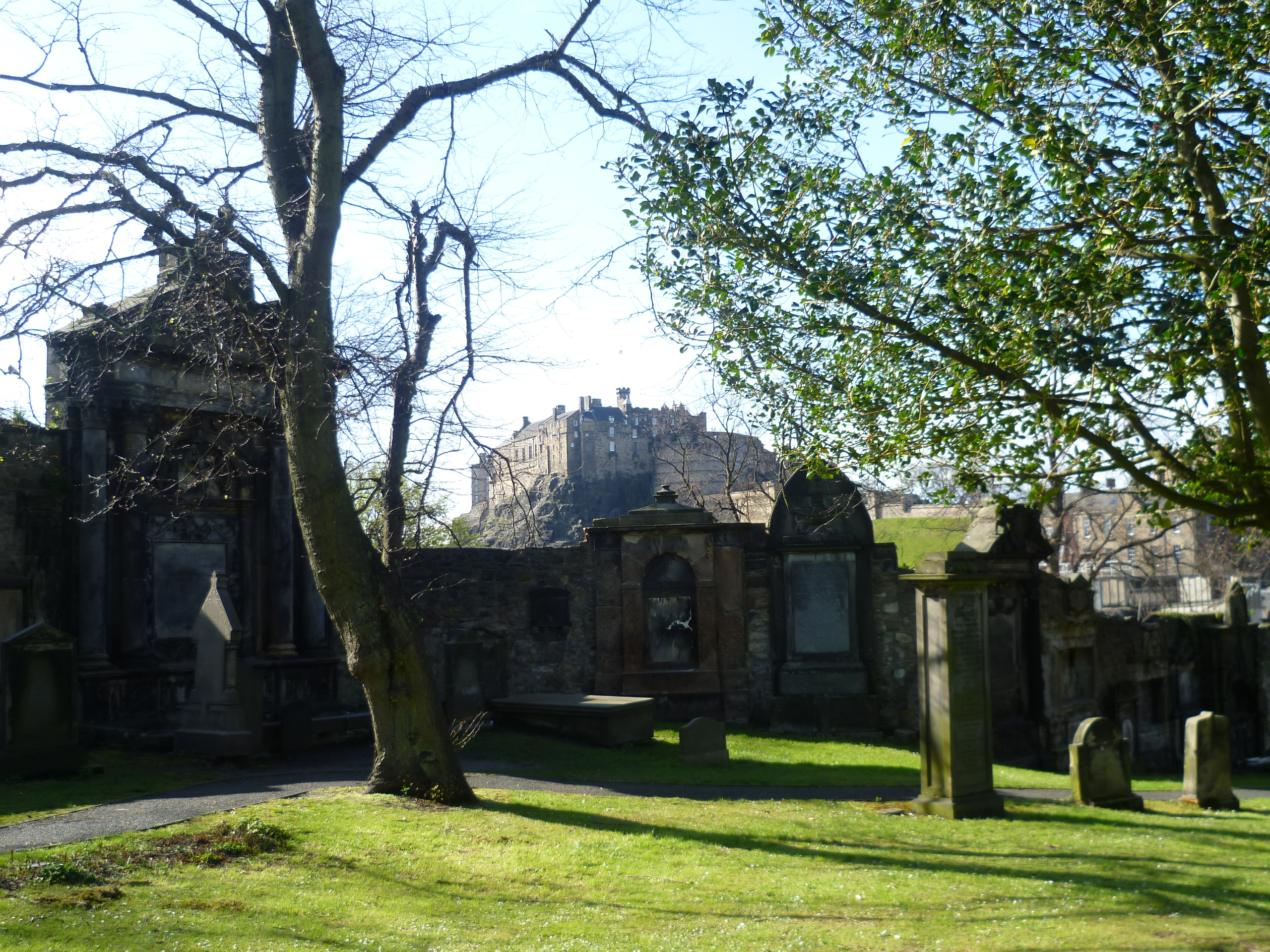
Cementerio Greyfriars, Edimburgo, donde el ayuntamiento erigió un «campo de refugiados» para hacer frente a la afluencia de familias hambrientas en 1696.

Los resultados de las condiciones climáticas fueron la inflación, la hambruna grave y la despoblación, en particular en el norte del país. El precio de la avena, la cosecha de cereales escoceses básicos, alcanzó su punto máximo en Aberdeen en 1698, que se vio especialmente afectado por su dependencia del comercio báltico, con un 166,7 por ciento de los precios medios de 1690-1694. Las personas se vieron reducidas a comer hierba, ortigas y carne podrida para poder sobrevivir. Hay un considerable material de testigos oculares que indica que un gran número de personas murieron de hambre. En 1698, los labradores locales afirmaron que durante el período 1695-1697 «muchas personas murieron de hambre por necesidad, tanto en la ciudad como en el campo» y en 1698 llegaron a Edimburgo informes de personas encontradas muertas en las carreteras de todo el país. En general, las muertes por inanición fueron de un 5 a un 15 por ciento, pero en zonas como Aberdeenshire alcanzaron el 25 por ciento. Los jóvenes, los ancianos y las viudas fueron particularmente vulnerables.
Las hambrunas provocaron un rápido aumento del número de indigentes y vagabundos que salían a las carreteras para encontrar trabajo, caridad y comida. En 1698, Andrew Fletcher de Saltoun (1655-1716) estimó que tal vez una sexta parte de la población de Escocia, unas 200.000 personas, habían abandonado sus hogares para mendigar comida y caridad, lo que duplicaba los 100.000 vagabundos que, según él, viajaban por el país en los años en que no había crisis.  Gran parte de este movimiento se produjo dentro de grandes parroquias, lo que permitió que las familias siguieran recibiendo el pobre socorro que oficialmente estaba confinado a los residentes locales. Sin embargo, muchas de esas familias se trasladaron más tarde a centros urbanos importantes y a otros países, en particular Inglaterra e Irlanda. Tantos mendigos pobres llegaron a Edimburgo en busca de socorro en diciembre de 1696 que el ayuntamiento tuvo que erigir un «campo de refugiados» en el cementerio Greyfriars para alojarlos a todos. Otras ciudades reaccionaron aplicando severos castigos a los mendigos.
El sistema de la antigua Ley de los Pobres de Escocia se vio abrumado por la magnitud de la crisis. En el campo, donde vivía la mayoría de la población, dependía de los fondos recaudados y distribuidos por la sesión Kirk de la Iglesia de Escocia, normalmente dirigida por el ministro de la parroquia y dependiente de la generosidad de los terratenientes locales, en particular del «laird» local. El papel del ministro se vio menoscabado por los resultados del cambio de régimen en la Revolución Gloriosa de Escocia, lo que significó que muchos ministros episcopales habían sido expulsados de sus vidas y no habían sido reemplazados por la época de las hambrunas. En los asentamientos urbanos de los burgos había más mecanismos que podían utilizarse para atender a los pobres. Además de las sesiones del «kirk» y las sesiones generales de la iglesia, había gremios, sociedades de comercio y consejos municipales. Los ayuntamientos también tenían la capacidad de intervenir en los mercados locales de cereales en un intento de mantener los precios bajos en tiempos de escasez. El impacto de la hambruna pudo haberse exacerbado en los centros urbanos, ya que la afluencia de nuevas poblaciones hambrientas trajo consigo brotes de enfermedades como la viruela, que son evidentes en los registros parroquiales del período.

## Relevancia

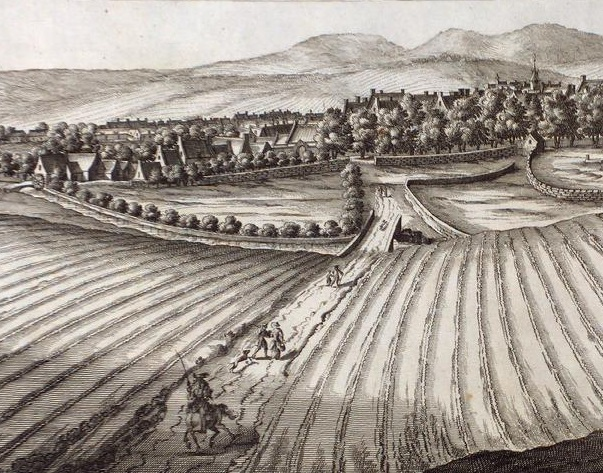
Cultivo de run rig fuera de la ciudad de Haddington, East Lothian c. 1690.

Estos problemas no se limitaban a Escocia; en los años 1695-1697 se produjo una hambruna catastrófica en la actual Estonia, Finlandia, Letonia, Noruega y Suecia, además de unos dos millones de muertes en Francia y el norte de Italia.  Su importancia histórica y su impacto se deben en parte al hecho de que la hambruna se había vuelto relativamente rara en la segunda mitad del siglo XVII, siendo únicamente en 1674 un año de escasez y que serían las últimas de su tipo.
Las condiciones dieron lugar a una migración limitada entre haciendas y parroquias en Escocia; la emigración a Inglaterra se vio limitada por las leyes inglesas sobre la pobreza que impedían la distribución de la ayuda a los extranjeros, mientras que Europa continental tenía los mismos problemas. Es posible que fuera un factor de la emigración a las colonias americanas y a las Indias Occidentales por parte de voluntarios como sirvientes contratados, que se convirtió en la forma más importante de emigración transatlántica desde Escocia en este período. De 1650 a 1700, aproximadamente 7.000 escoceses emigraron a América, 10-20.000 a Europa e Inglaterra y 60-100.000 a Irlanda. Se estima que 20.000 emigraron a Irlanda de 1696 a 1698; estas cifras fueron parte de la continuación de la Colonización del Úlster, con tierras baratas confiscadas disponibles en el norte después de la Guerra Guillermita de Irlanda de principios de 1690.
Para hacer frente a la desesperada situación económica, en 1695 el Parlamento escocés aprobó leyes que permitían la consolidación de las plataformas de perforación y la división de las tierras comunes, lo que impulsó las mejoras agrícolas del siglo XVIII. Estos cambios hicieron que la agricultura escocesa fuera muy productiva y garantizaron que la gente pudiera alimentarse en condiciones extremas, incluso con el crecimiento de la población.
Otros cambios incluyeron la creación del Bank of Scotland, mientras que la Compañía de Escocia que comercia con África y las Indias recibió una carta para recaudar capital mediante suscripción pública.<  La Compañía invirtió en el Proyecto Darién, un ambicioso plan financiado casi en su totalidad por inversores escoceses para construir una colonia en el Istmo de Panamá para el comercio con Asia Oriental. El plan fue un desastre, ya que los colonos abandonaron su proyecto en 1700; solamente 1.000 de 3.000 sobrevivieron y un único barco logró regresar a Escocia. Las pérdidas de 150.000 libras esterlinas pusieron una gran tensión en el sistema comercial escocés y fue un impulsor clave de las Actas de Unión de 1707 que crearon el Reino de Gran Bretaña. Se estima que entre el 15 y el 40% de todo el capital real de Escocia se invirtió en este proyecto.